# Adil Çarçani
Adil Çarçani, född 15 maj 1922 i Fushë-Bardhë nära Gjirokastra, död 13 oktober 1997 i Tirana, var en albansk politiker. Han var ordförande i Socialistiska folkrepubliken Albaniens ministerråd (premiärminister) 1981–1991. 
Çarçani stred på partisanernas sida mot Italien under andra världskriget. Han studerade efter kriget ekonomi och var industriminister 1955–1965. Çarçani var fullvärdig medlem i Albaniens arbetarpartis centralkommitté 1956–1991 och blev medlem i politbyrån 1961. Efter det kommunistiska sammanbrottet i Albanien 1991 ställdes Çarçani inför rätta, anklagad för maktmissbruk och korruption. Han dog i husarrest efter en svår sjukdom.